# 英格蘭足球代表乙隊
英格蘭足球代表乙隊（England B）或稱為英格蘭B隊，是間中組成用以支援英格蘭足球代表隊的二線國家隊，除與其他的二線國家隊對陣外，亦有與正規國家隊交手。自1947年成立以來，截至2007年5月，英格蘭B隊一共進行54場正式及3場非正式的比賽。

## 歷史
（Walter Winterbottom）首先建議成立英格蘭B隊作為提攜球員進入國家隊的先導球隊，而現時作為國家隊踏腳石的U21隊直到1976年才成立，他安排首次以英格蘭B隊名義舉行的國際賽，於1947年2月21日作客日內瓦對瑞士B隊，雙方踢成0-0平手和氣終場，這場比賽證實具有作用，因此於1949年舉行首場英格蘭B隊的正式比賽，以4-0擊敗芬蘭。
英格蘭B隊比賽的場次取決於國家隊領隊的意向，在（Alf Ramsey）及（Don Revie）帶隊期間完全沒有組織英格蘭B隊，因此自1957年至1978年期間英格蘭B隊沒有任何比賽紀錄。直到（Ron Greenwood）上場才重組英格蘭B隊，而（Bobby Robson）則經常派遣英格蘭B隊試陣，於1989年到1990年短短期間共有9場比賽，期間（Paul Gascoigne）利用英格蘭B隊作為跳板成功晉身國家隊。
在任只曾安排一場英格蘭B隊比賽，於2006年5月25日與白俄羅斯拍跳作為2006年世界盃的熱身賽，英格蘭B隊以1-2敗陣，由（Jermaine Jenas）射入破蛋，同場上陣的（Theo Walcott）首次登場，是最年輕的大國腳，但由於英格蘭B隊的比賽不計算作正式紀錄，他要等多等5天，直到5月30日友賽3-1擊敗匈牙利上陣才以17歲另75日打破紀錄。
而（Steve McClaren）任內亦只有一場英格蘭B隊的比賽，於2007年5月25日為準備2008年欧洲足球锦标赛外围赛對愛沙尼亞，安排英格蘭B隊在的摩亞球場（Turf Moor）迎戰阿爾巴尼亞國家隊，以3-1取勝，陣中包括傷後復原並擔任隊長的（Michael Owen）及7名從未代表國家隊的球員，其中5名球員其後獲得晉身國家隊行列。

## 近期比賽

### 友誼賽
| 2007年5月26日 |

| 英格蘭B隊                      | 3 – 1 | 阿尔巴尼亚 |
| ------------------------------ | ----- | ---------- |
| 阿倫·史密夫 34' · 唐宁 37' 58' | 報告  | 贝里沙 44' |

| 英格蘭，伯恩利 摩亞球場（Turf Moor） 觀眾人數：22,500 ：Andrea De Marco |

| 2006年5月25日 |

| 英格蘭B隊 | 1 – 2 | 白俄羅斯                    |
| --------- | ----- | --------------------------- |
| 35'       | 報告  | 库图佐夫 50' · 高尼倫高 81' |

| 英格蘭，雷丁 米底捷斯基球場（Madejski Stadium） 觀眾人數：22,032 ：D McKeown |

## 外部連綠
- Details of all matches up to 1998 on www.rsssf.com （页面存档备份，存于）